# Pequeno Cidadão (álbum de Pequeno Cidadão)
Pequeno Cidadão é o álbum de estréia da banda de pop rock infantil Pequeno Cidadão, lançado em mídia física no ano de 2009 pela gravadora Rosa Celeste e relançado nas plataformas de streaming em 2016 pela MCD.
O álbum teve retorno excelente da recepção da mídia e crítica, também sendo um dos discos recomendados para ouvir com as crianças pela MVC Editora e pela coluna "Paternidade" da Editora Globo.

## Descrição Geral
Pequeno Cidadão tem 14 faixas e letras que brincam com os primeiros "pepinos existenciais" do ser humano, com o repertório focado dia a dia de quem tem filhos. Nas músicas, há amor, a hora de larga a chupeta, futebol, animais, do rock à psicodelia e uma mistura gostosa de divertimento e emoção, bem a cara de quem convive todos os dias com crianças.
Antes do lançamento do álbum, as canções já eram um sucesso de acessos na página do Myspace do grupo, que também têm bastidores das gravações.
O disco se transformou também em DVD, onde são apresentados um clipe para cada uma das 14 faixas.
Diversas músicas do álbum foram licenciadas para serem usadas para temas em novelas infantis do SBT: "Pequeno Cidadão" e "O Sol e a Lua" em Carrossel, "Sapo-Boi" em Patrulha Salvadora, "Meu Anjinho" em Chiquititas e "Oi, Hello" em As Aventuras de Poliana.

## Faixas
Todas as faixas escritas e compostas por Arnaldo Antunes, Antônio Pinto, Edgar Scandurra e Tatiana Barros. 
| N.º            | Título                | Compositor(es) | Duração |  |
| 1.             | "Pequeno Cidadão"     |                | 3:38    |  |
| 2.             | "O Sol e a Lua"       |                | 3:49    |  |
| 3.             | "Meu Anjinho"         |                | 3:50    |  |
| 4.             | "Futezinho na Escola" |                | 3:53    |  |
| 5.             | "O "X""               |                | 2:35    |  |
| 6.             | "Tchau Chupeta"       |                | 3:27    |  |
| 7.             | "Sapo-Boi"            |                | 2:34    |  |
| 8.             | "Leitinho"            |                | 2:39    |  |
| 9.             | "Larga a Largatixa"   |                | 2:03    |  |
| 10.            | "O Uirapuru"          |                | 2:45    |  |
| 11.            | "Sobe Desce"          |                | 1:38    |  |
| 12.            | "Bonequinha do Papai" |                | 4:23    |  |
| 13.            | "Carrinho por Trás"   |                | 2:56    |  |
| 14.            | "Pererê"              |                | 2:08    |  |
| Duração total: | Duração total:        | Duração total: | 42:18   |  |